# Rudie Ramli
Rudie Ramli, né le 15 mai 1982 à Shah Alam en Malaisie, est un footballeur international malaisien. Il évolue au poste d'attaquant.

## Palmarès

### En club
- Selangor FA :
  - Champion de Malaisie en 2009 et 2010.
  - Vainqueur de la Coupe de Malaisie en 2002.
  - Vainqueur de la Coupe de la Fédération de Malaisie en 2009.
  - Vainqueur de la Supercoupe de Malaisie en 2002, 2009 et 2010.

- Perlis FA :
  - Vainqueur de la Supercoupe de Malaisie en 2008.